# Langjiazhuang (sockenhuvudort i Kina, Hebei Sheng, lat 38,86, long 114,64)
Langjiazhuang är en sockenhuvudort i Kina. Den ligger i provinsen Hebei, i den norra delen av landet, omkring 190 kilometer sydväst om huvudstaden Peking. Antalet invånare är 24 116. Befolkningen består av 11 814 kvinnor och 12 302 män. Barn under 15 år utgör 24,0 %, vuxna 15-64 år 68 %, och äldre över 65 år 6,0 %.
Runt Langjiazhuang är det tätbefolkat, med 476 invånare per kvadratkilometer. Närmaste större samhälle är Lingshan, 8,1 km söder om Langjiazhuang. Trakten runt Langjiazhuang består till största delen av jordbruksmark.
Genomsnittlig årsnederbörd är 675 millimeter. Den regnigaste månaden är juli, med i genomsnitt 200 mm nederbörd, och den torraste är januari, med 3 mm nederbörd.